# السلوك اللفظي
السلوك اللفظي (بالإنجليزية: Verbal Behavior)‏ هو كتاب ألفه عالم النفس الأمريكي بورهوس فريدريك سكينر عام 1957.